# Tanystylum antipodum
Tanystylum antipodum là một loài nhện biển trong họ Ammotheidae. Loài này thuộc chi Tanystylum. Tanystylum antipodum được miêu tả khoa học năm 1977 bởi Clark.